# 로리 롬
로리 롬(Lori Rom, 1975년 8월 16일 ~ )은 미국의 배우, 텔레비전 배우, 영화배우, 성우이다.

## 영화
- 세이브 어 라이프 (2009년) - 잔 역
- 트레 (2007년)
- 추즈 코너 (2007년)
- 히 갓 게임 (1998년)